# Anne-Marie Colchenová
Anne-Marie Colchenová (8. prosince 1925, Le Havre – 26. ledna 2017) byla francouzská atletka, mistryně Evropy ve skoku do výšky z roku 1946.
Na mistrovství Evropy v roce 1946 zvítězila v soutěži výškařek a byla členkou stříbrné francouzské štafety na 4 × 100 metrů. O dva roky později na olympiádě v Londýně skončila mezi výškařkami čtrnáctá. Kromě atletiky byla úspěšná i v basketbalu. V roce 1953 byla členkou francouzského týmu, který vybojoval na mistrovství světa třetí místo.